# Otto Friedrich Kredel
Otto Friedrich Kredel (* 29. April 1891 in Köln; † 3. Mai 1974) war ein hessischer Politiker (LDP/FDP) und ehemaliger Abgeordneter des Hessischen Landtags.
Otto Kredel besuchte nach der Volksschule und Fachschule Abendkurse und bildete sich im Selbststudium auf wirtschaftlichem und technischem Gebiet fort. 1905 bis 1914 war er Schriftleiter an einer Fachzeitung. 1914 leistete er Kriegsdienst und wurde schwer verwundet. Seit 1915 arbeitete er in der Industrie in Danzig, Frankfurt am Main und Berlin. Ab 1924 war er als selbständiger Kaufmann in Frankfurt am Main tätig.
1945 war Otto Kredel Mitbegründer der LDP und Kreisvorsitzender seiner Partei im Obertaunuskreis sowie Schatzmeister des Landesverbandes. Vom 27. März 1946 (als Nachrücker für den abberufenen Fritz Winter) bis zum 14. Juli 1946 war er Mitglied des ernannten Beratenden Landesausschusses und wurde anschließend in die Verfassungberatende Landesversammlung Groß-Hessen gewählt, der er vom 15. Juli 1946 bis zum 30. November 1946 angehörte. Danach wurde er Mitglied des Hessischen Landtags in der ersten Wahlperiode vom 1. Dezember 1946 bis zum 30. November 1950. Im Landtag war er Vizepräsident.